# 大港街道 (青岛市)
大港街道是中国山东省青岛市市北区下辖的一个街道。

## 行政区划
大港街道下辖青海路社区、大港路社区、长春路社区、曹县路社区、昌乐路社区、内蒙古路社区。

## 人口
2010年中国第六次人口普查时，大港街道共有人口14306人。共有家庭5294户，平均每户2.46人。14岁以下的少年儿童共1399人，占总人口9.779%；15-64岁人口共11378人，占总人口79.53%；65岁及以上的老年人共1529人，占总人口的10.68%。男性共计7371人，占总人口51.52%；女性共计6935，占总人口48.47%。本地居住的人口中，拥有本地户籍的人口为7157人，占50.02%。